# Sacha Giffa
Sacha Komlan Giffa (Mosca, 14 giugno 1977) è un ex cestista e allenatore di pallacanestro francese.

## Carriera
Nel 2005 e nel 2007 è stato convocato per gli Europei rispettivamente in Serbia e Montenegro e Spagna con la maglia della nazionale della Francia.